# Alessandro Gagliano
Alessandro Gagliano (Napoli, 1660 – Napoli, 1728) è stato un liutaio italiano.

## Biografia
Il suo nome è legato alla musica e particolarmente alla produzione di strumenti come il liuto. È stato il capostipite di una dinastia di liutai prestigiosi.
Le notizie biografiche che si hanno su di lui sono discordanti: alcune fonti, come quella del musicista e storico della musica Giovanni De Piccolellis nella sua opera Liutai antichi e moderni del 1885, affermano che scappò da Napoli dopo un fatto di sangue e che si trasferì a Cremona, dove fu allievo di Stradivari; invece secondo il liutaio M. Baumgartner di Basilea Gagliano fu allievo dei fratelli Grancini di Milano.
Una volta lasciata Cremona, Gagliano ritornò a Napoli, riuscendo a coinvolgere anche i figli Gennaro e Nicolò nel suo lavoro.
Dal 1695 iniziò la sua produzione di strumenti, che si distinsero per la qualità e la bellezza del legno e una ottimizzazione della esecuzione. I suoi strumenti si rivelarono peculiari e originali in confronto a quelli realizzati dagli altri esponenti della famiglia, soprattutto per i materiali, per la caratteristica vernice di colore giallo chiaro o rosso scuro, per le forme della chiocciola e per la grande apertura delle ƒƒ.
Gagliano realizzò strumenti di diverse dimensioni e sempre di alta qualità sonora.
Esemplari autentici dei suoi strumenti sono piuttosto rari da trovare in buone condizioni; comunque sono sopravvissuti violini, viole, celli.
Anche i figli Nicolò e Gennaro hanno proseguito l'attività paterna, realizzando pregevoli e stimati strumenti.
Etichetta tipica di Alessandro Gagliano:

Alexandri [oppure Alessandro] Gagliano

Alumnus Antonio Stradivarius

fecit Anno 1722